# Niclas Bergfors
Niclas Bergfors (* 7. März 1987 in Södertälje) ist ein ehemaliger schwedischer Eishockeyspieler, der im Verlauf seiner aktiven Karriere zwischen 2004 und 2022 unter anderem 173 Spiele für die New Jersey Devils, Atlanta Thrashers, Florida Panthers und Nashville Predators in der National Hockey League (NHL) auf der Position des rechten Flügelstürmers bestritten hat. Darüber hinaus absolvierte Bergfors weitere 372 Partien in der Elitserien bzw. Svenska Hockeyligan (SHL).

## Karriere
Niclas Bergfors begann seine Karriere als Eishockeyspieler in seiner Heimatstadt im Nachwuchsbereich von Södertälje SK, für dessen Profimannschaft er in der Saison 2004/05 sein Debüt in der Elitserien gab. Anschließend wurde der Angreifer im NHL Entry Draft 2005 in der ersten Runde als insgesamt 23. Spieler von den New Jersey Devils aus der National Hockey League (NHL) ausgewählt. Im selben Jahr zogen ihn die St. John’s Fog Devils beim CHL Import Draft in der ersten Runde an der zweiten Position, kamen wegen der Rechte der Devils aber nicht zum Zuge. Nachdem er in seinen ersten beiden Jahren in Nordamerika ausschließlich für New Jerseys Farmteams, die Albany River Rats und Lowell Devils aus der American Hockey League (AHL) auflief, stand er in den beiden folgenden Spielzeiten in insgesamt neun Spielen für die New Jersey Devils in der NHL auf dem Eis. Hauptsächlich lief der Schwede aber erneut für das AHL-Farmteam aus Lowell auf.

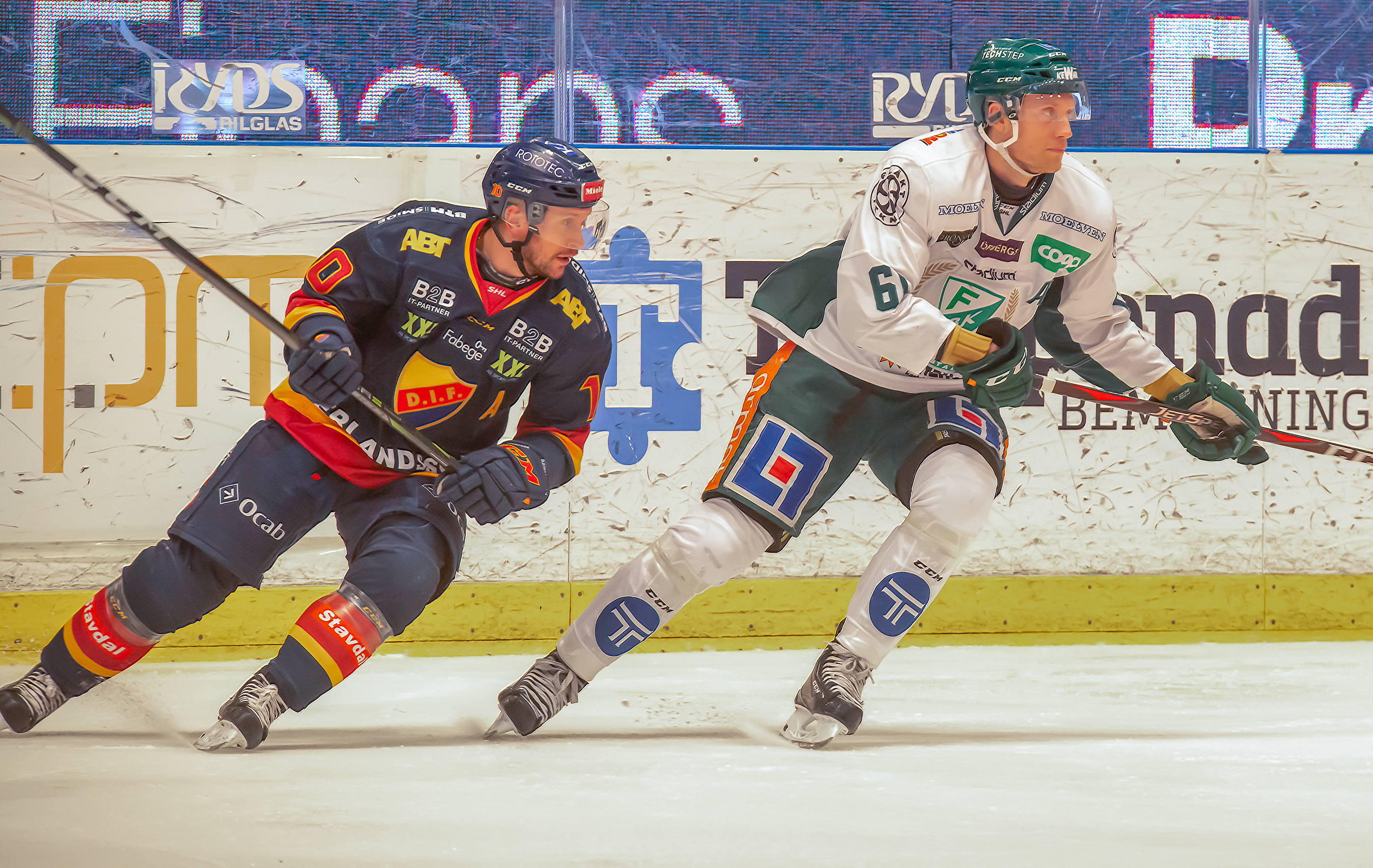
Bergfors (links) im Trikot von Djurgårdens IF (2019)

Im Februar 2010 wurde Bergfors zusammen mit Johnny Oduya, Patrice Cormier und einem Draftpick für die erste Runde des NHL Entry Draft 2010 zu den Atlanta Thrashers transferiert, während im Gegenzug Ilja Kowaltschuk und Anssi Salmela zu den Devils kamen. Zudem tauschten die Mannschaften auch noch ihre Wahlrechte in der zweiten Runde desselben Drafts. Ende Februar 2011 wurde er kurz vor der Trade Deadline in einem Transfergeschäft an die Florida Panthers abgegeben. Am 3. Juli 2011 unterzeichnete Bergfors einen Kontrakt für ein Jahr bei den Nashville Predators.
Im Dezember 2011 wechselte er zu Ak Bars Kasan aus der Kontinentalen Hockey-Liga (KHL), verließ diese aber im Januar 2012 wieder und wurde von Sewerstal Tscherepowez verpflichtet. Während des Expansion Draft am 17. Juni 2013 wurde Bergfors von Admiral Wladiwostok ausgewählt. Im Dezember 2015 wechselte er innerhalb der KHL zu Amur Chabarowsk und absolvierte dort bis Saisonende noch 23 KHL-Partien. Im Sommer 2016 kehrte Bergfors nach Schweden zurück und wurde vom Linköping HC verpflichtet, bei dem er bis Februar 2017 in 37 Spielen der SHL zum Einsatz kam. Anschließend wechselte er kurz vor Beginn der Playoffs zum Djurgården IF. Im Trikot des Hauptstadtklubs, mit dem er im Jahr 2019 Vizemeister wurde, beendete der 35-Jährige im Sommer 2022 seine aktive Karriere.

### International
Mit den schwedischen Junioren-Nationalmannschaften nahm Bergfors an den U18-Junioren-Weltmeisterschaften 2004 und 2005 sowie den U20-Junioren-Weltmeisterschaften 2005, 2006 und 2007 teil. Mit der Bronzemedaille bei der U18-Junioren-Weltmeisterschaft 2005 gewann Bergfors einmal Edelmetall.
Für die schwedische Nationalmannschaft absolvierte Bergfors zwischen 2009 und 2012 lediglich Partien im Rahmen der Euro Hockey Tour. An einem großen internationalen Turnier nahm er jedoch nicht teil.

## Erfolge und Auszeichnungen
- 2005 Bronzemedaille bei der U18-Junioren-Weltmeisterschaft
- 2005 All-Star-Team bei der U18-Junioren-Weltmeisterschaft
- 2010 NHL All-Rookie Team
- 2019 Schwedischer Vizemeister mit Djurgårdens IF

## Karrierestatistik

### International
Vertrat Schweden bei:
| - U18-Junioren-Weltmeisterschaft 2004 - U20-Junioren-Weltmeisterschaft 2005 - U18-Junioren-Weltmeisterschaft 2005 | - U20-Junioren-Weltmeisterschaft 2006 - U20-Junioren-Weltmeisterschaft 2007 |

(Legende zur Spielerstatistik: Sp oder GP = absolvierte Spiele; T oder G = erzielte Tore; V oder A = erzielte Assists; Pkt oder Pts = erzielte Scorerpunkte; SM oder PIM = erhaltene Strafminuten; +/− = Plus/Minus-Bilanz; PP = erzielte Überzahltore; SH = erzielte Unterzahltore; GW = erzielte Siegtore; 1 Play-downs/Relegation; Kursiv: Statistik nicht vollständig)